# Jaime Rasquin
Jaime Rasquin, español de Valencia, fue uno de los conquistadores del Río de la Plata.
Vuelve a España en las naves que traen al obispo fray Pedro de la Torre. 
A finales de 1557 firma capitulaciones para una nueva expedición en la que se compromete a fundar cuatro pueblos en el Río de la Plata, uno en la costa del Brasil, en la demarcación de Castilla, y otro en Viaca o Puerto de los Patos. 
Compra dos urcas grandes y una nao vizcaína nueva, a la que arma con 10 piezas de artillería de bronce. Recluta 650 hombres, parte de ellos de la escuadra de Álvaro de Bazán. Nombra almirante al también valenciano Juan Boyl y maestre de campo a Juan Gómez de Villadrando.
El 14 de marzo de 1559 zarpa desde Sanlúcar de Barrameda con los tres navíos a los que ha nombrado Jonás, San Juan Bautista y Trinidad. Pasa sin novedad la escala de Canarias y Cabo Verde.
En la travesía del Atlántico escasean el agua y las provisiones, por haberse hecho mal el armamento de los buques, al querer reducir costes. Además de escasear, el bizcocho era de mala calidad, y vieja la tonelería en la que se almacenaba el agua, por lo que el agua se filtraba y perdía. 
Al encontrarse las naves encalmadas en la zona ecuatorial, además de la escasez, sufrían las tripulaciones las altas temperaturas de la zona. Uniendo a estas incomodidades los malos modos de Rasqui, hubo desórdenes, quejas y exigencias de abandonar la expedición y dirigirse a las Antillas, a lo que se resistía Rasqui.
Ante esta postura, el almirante Boyl, aprovechando una noche oscura, abandonó el convoy.
Rasqui no se atrevió a continuar el viaje y se dirigió con las dos naves que le quedaban a las islas de Barlovento, tocando en La Española el 27 de julio y deshaciendo la expedición. 

## Capitulación
A fines de enero de 1557 Jaime Rasquín, quien había participado de la expedición de Núñez Cabeza de Vaca, presentó al Consejo de Indias un memorial sobre las necesidades del Río de la Plata y un plan de fundaciones pidiendo ser nombrado gobernador. El 30 de diciembre de 1557 el rey Felipe II de España firmó una capitulación con Rasquín por la que en 4 años se comprometía a fundar 4 ciudades:

...hemos acordado, de mandar hazer quatro poblaciones de Nuestros vasallos en las dichas provincias; conviene á saber, un pueblo en la costa del Brasil, dentro de Nuestra demarcación, en la parte que dicen Sant Francisco, y otro treinta leguas mas arriba hacia el rio de la Plata, donde dicen el Viasa que por otro nombre se llama el Puerto de los Patos, y entrando en el rio de la Plata, otro pueblo, donde dice Sant Gabriel, y el dicho rio arriba, otro pueblo, donde dicen Sancti-Spiritus...por quanto Somos informados que las dichas poblaciones que ansí habeis de hazer no se podrian sustentar ni permanecer si no fueren socorridos del pueblo de Guaira, que por otro nombre se llama la villa de Ontiveros, y es Nuestra merced y voluntad, que el dicho pueblo esté a vos sujeto y sea de vuestra governacion, y governado por vos y vuestros lugartenientes, porque si necesario es Nos le apartamos y sacamos de la governacion del Paraguay y que tiene Domingo de Irala, y le sujetamos a la vuestra...

Recibió los cargos vitalicios de gobernador y capitán general de San Francisco y de las ciudades que estableciera y teniente de las dos fortalezas que podía edificar en San Francisco y la isla San Gabriel. 

...poblado y asentado el dicho pueblo de Sant Francisco dentro de los dichos quatro años haueys de poblar los otros tres pueblos comentando por el puerto de los patos y después por San Gabriel y el postrero ha de ser Santispíritus...Y porque con más voluntad, vos el dicho Jaime Rasquín, hagais y cunplais todo lo suso dicho es nuestra merced y voluntad de hazeros nuestro Gobernador y Capitán General por todos los días de vuestra vida de todas las dichas quatro poblaciones y de todas las demás que vos poblardes en docientas leguas desde el Río de la Plata donde habeis de hazer las dos poblaciones de las quatro hasta el estrecho de Magallanes derechamente por la costa del mar del norte y abeis de llevar de Nos en cada un año de salario y ayuda de costa tres mill y quinientos ducados...

El 13 de enero de 1558 se lo nombraba también gobernador de Asunción si Irala había muerto, pero no podía agregarla a su gobernación. El 13 de febrero de 1558 se lo autorizó a nombrar un gobernador interino para el caso de que él falleciera. El 15 de septiembre de 1558 se le ordenó desalojar a los franceses de Río de Janeiro (colonia de Francia Antártica) y establecerlos en San Francisco y Sancti Spiritu. El 14 de marzo de 1559 zarpó desde Sanlúcar de Barrameda con tres naves, pero tras la deserción de una de ellas, las otras dos se dirigieron a La Española abandonando la expedición.

### Derogación
El 1 de junio de 1570, el rey Felipe II, por medio de una real cédula, otorga a Juan Ortiz de Zárate una expansión de la gobernación del Río de la Plata, ampliándola hasta el estrecho de Magallanes. Previamente el 10 de julio de 1569 el rey había otorgado la gobernación del Río de la Plata a Juan Ortiz, sucediendo a Pedro de Mendoza, Álvar Núñez Cabeza de Vaca y Domingo Martínez de Irala. La incorporación de los territorios previamente asignados a Jaime Rasquin fue pedido por Juan Ortiz el 27 de abril de 1570 ante el Consejo de Indias y el rey. Previamente a esto sus dominios abarcaban, según la historiografía chilena y parte de la argentina, desde el paralelo 25 sur hasta el 36° sur aproximadamente. Además, anteriormente se le habían otorgado a Jaime Rasquín, más 200 leguas de costa en el Mar del Sur (océano Pacífico), las cuales el rey deja sin efecto. La jurisdicción de 1570 comprendía los territorios de la gobernación del Río de la Plata desde 1534 hasta 1569 en conjunto con la ampliación hasta el estrecho de Magallanes, que antes había otorgado a Jaime Rasquín, y según Manuel Ravest Mora, habiendo una superposición de jurisdicciones con la gobernación de Chile y la provincia del Plata entre el paralelo 48º 05' sur, cerca del Puerto Deseado, hasta el estrecho de Magallanes por el sur y el ambos mares en el oeste y este respectivamente, entre 1661 y 1570, con la expansión de la gobernación de Ortiz de Zarate. La real cédula del 1 de junio de 1570 dispone que:

[...] os hazemos merced de la Governacion del Rio de la Plata así de lo que al presente esta descubierto y poblado como de todo lo demas que de aquí adelante descubrieredes y poblaredes ansí en las Provincias del Paraguay y Parana como en las demás provincias comarcanas por vos y por vuestros capitanes y tenientes que nombraredes y señalaredes así por la costa del Mar del Norte como por la del Sur con el distrito y demarcacion que Su Majestad del Emperador, mi Señor, que aya gloria, le dio y concedio al Gobernador don Pedro de Mendoza y despues del a Alvar Núñez Caveza de Baca y a Domingo de Yrala [...] Y por quanto en trece dias del mes de henero del año pasado de mill y quinientos y cinquenta y ocho Nos mandamos tomar cierto asiento y capitulacion con Jayme Rasquin sobre el descubrimiento y poblacion de las dichas Provincias del Rio de la Plata [...] estar subjetos e debajo de la gobernacion de vos, el dicho capitan Juan Ortiz de Zarate, los dichos pueblos declarados e los demas que oviere en las dichas docientas leguas de tierra que dimos en gobernacion al dicho Jayme Rasquin [...] y de todos los demas pueblos que poblase en dozientas leguas desde el dicho Rio de la Plata hasta el Estrecho de Magallanes derechamente por la costa del Mar del Norte y le dimos titulos y provisiones nuestras de la dicha Governacion, y porque el dicho Jayme Rasquin no cumplio de su parte lo que con el asentamos y capitulamos sobre el dicho descubrimiento y población, por la presente damos por ninguno y de ningun valor y effeto la dicha capitulacion e titulos que en virtud della mandamos dar al dicho Jayme Rasquin para que agora ni de aqui adelante en ningun tiempo no valgan ni pueda tener derecho a la dicha Gobernación, y declaramos estar subjetos e devaxo de la Governacion de vos, el dicho capitan Juan Ortiz de Zarate, los dichos pueblos susso (de suyo) declarados y los demas que oviere en las dichas dozientas leguas de tierra que dimos en Governacion al dicho Jaime Rasquin, y si necesario es de nuevo os hago merced de la Governacion dellos, en los quales vos y despues de vos vuestro sucesor podais tenerla y usar de la jurisdiccion della, según y de la manera que la podeis y deveis hazer en virtud de la dicha Capitulacion y capitulos susso yncorporados que con vos se tomó [...]
Real cédula dirigida a Juan Ortiz de Zárate, 1° de junio de 1570

Según el diplomático e historiador chileno Miguel Luis Amunátegui, la capitulación otorgada en 1570 a Juan Ortiz de Zárate no generó derechos permanentes sobre el litoral patagónico ni sobre el estrecho de Magallanes. El diplomático chileno Carlos Morla Vicuña sostuvo que la concesión había caducado por falta de cumplimiento de la obligación de poblar, al igual que ocurrió con la capitulación anterior otorgada a Jaime Rasquín, que fue rescindida por ese motivo.
No obstante, la nulidad por incumplimiento no operaba automáticamente, ya que las Capitulaciones eran contratos bilaterales que requerían revocación expresa por parte del Rey. En el caso de Rasquín, pese a haber vencido el plazo en 1563, su Capitulación de 1557 seguía vigente en 1570, lo que demuestra que no bastaba el incumplimiento para extinguirla, y tuvo que ser abolida explícitamente por el rey.
Asimismo, Morla argumentó que ni Ortiz de Zárate ni su sucesor Torres de Vera y Aragón fundaron asentamientos en las 200 leguas costeras concedidas hacia el sur del río de la Plata, lo que según él, habría sido condición esencial para ejercer jurisdicción y la capitulación no habría tenido efectos reales sobre el territorio, por lo que interpretó que la real cédula de 1570 no pudo menoscabar los límites tradicionales de la gobernación de Chile hasta el estrecho de Magallanes.
Morla también argumentó que el nombramiento de Rodrigo de Quiroga como gobernador de Chile en 1573, cuatro años después de la capitulación de Ortiz de Zárate, se hizo "en los mismos términos que a Valdivia, Alderete, Hurtado de Mendoza y Villagra", es decir, con jurisdicción hasta el Estrecho, Además, destacó que Martín García Óñez de Loyola, sucesor de Ortiz y luego gobernador de Chile, planificaba una expedición hacia la Patagonia y el Estrecho en su calidad de gobernador chileno, reconociendo así los límites australes de dicha gobernación.

## Biografía dedicada
- El valencià Jaume Rasqui, Gobernador del Plata. (Manuel Ardit, 1987) Editado por la Generalitat Valenciana